# (8541) Schalkenmehren
(8541) Schalkenmehren – planetoida z pasa głównego asteroid okrążająca Słońce w ciągu 3,22 lat w średniej odległości 2,18 au. Odkryta 9 października 1993 roku. Przed nadaniem nazwy planetoida nosiła oznaczenie tymczasowe (8541) 1993 TZ32.